# تایسون (بازیکن فوتبال)
تایسون بارسلوس فردا (پرتغالی: Taison Barcellos Freda؛ زادهٔ ۱۳ ژانویهٔ ۱۹۸۸) که به صورت ساده با نام تایسون شناخته می‌شود، بازیکن فوتبال اهل برزیل است که در پست وینگر برای اینترناسونال و تیم ملی فوتبال برزیل بازی می‌کند.
از باشگاه‌هایی که در آن بازی کرده‌است می‌توان به اینترناسونال، متالیست خارکوف و شاختار دونتسک اشاره کرد.